# Ali Akbar Moradi

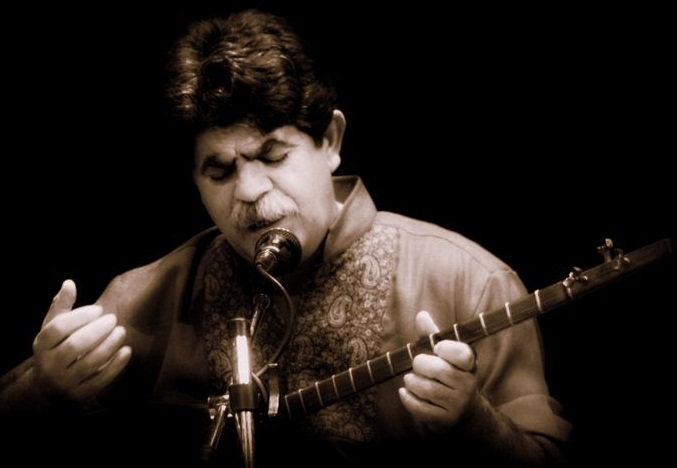
Ali Akbar Moradi (2014)

Ali Akbar Moradi (persisch علی‌اکبر مرادی; * 1957 in Kermānschāh) ist ein kurdischer Sänger aus dem Iran. Er gilt als Vertreter der kurdischen Musik.

## Biografie
Moradi wurde als Sohn einer kurdischen Familie in der westiranischen Stadt Kermānschāh geboren. Er begann schon im jungen Alter Musik zu machen und lernte von kurdischen Musikern wie Sayyed Veli Husseini, Sayyed Mirza Khafashyan, Sayyed Mahmoud Alevi und Allahmouradi Hamedi Tanbur zu spielen.
1971 gab er sein erstes Solo-Konzert in Kermānschāh. 1981 veranstaltete er zusammen mit dem kurdischen Musiker Shahram Nazeri in europäischen und nordamerikanischen Großstädten wie London, New York City und San Francisco Konzerte. Am 30. September 2006 gab er ein Konzert mit dem Programm Voices of Kurdistan beim San Francisco World Music Festival. Moradi veröffentlichte bisher fünf Alben.

## Diskografie

### Alben
- 1999: Fire of Passion, Kurdish Tanbur Music of Iran
- 2001: Kurdaneh
- 2001: Whisper
- 2002: Kurdish Music from Iran
- 2004: In The Mirror Of The Sky (mit Kayhan Kalhor)